# Göran Persson
Hans Göran Perssonⓘ (ur. 20 stycznia 1949 w Vingåker) – szwedzki polityk, parlamentarzysta i minister, lider Szwedzkiej Socjaldemokratycznej Partii Robotniczej (SAP) od 1996 do 2007, premier Szwecji w latach 1996–2006.

## Życiorys
Urodził się w Vingåker w regionie Södermanland. Studiował politologię i socjologię na Uniwersytecie w Örebro, jednak w 1971 zrezygnował ze studiów. W wieku 16 lat został działaczem socjaldemokratycznej młodzieżówki SSU. Był etatowym pracownikiem tej organizacji, a po odbyciu służby wojskowej pozostawał zatrudniony m.in. w instytucji zajmującej się edukacją dorosłych i organizacji konsumenckiej.
W latach 1979–1985 sprawował mandat posła do Riksdagu. Od 1985 do 1989 jako kommunalråd stał na czele administracji lokalnej w Katrineholm. W 1991 ponownie wybrany do szwedzkiego parlamentu, uzyskiwał reelekcję w wyborach w 1994, 1998, 2002 i 2006.
W marcu 1989 objął stanowisko ministra ds. szkół w resorcie edukacji w gabinecie Ingvara Carlssona, urząd ten sprawował do października 1991, kiedy to jego ugrupowanie przeszło do opozycji. Powrócił do rządu w październiku 1994, po zwycięstwie Szwedzkiej Socjaldemokratycznej Partii Robotniczej w kolejnych wyborach, obejmując urząd ministra finansów w kolejnym rządzie Ingvara Carlssona. W marcu 1996 Ingvar Carlsson zapowiedział rezygnację z funkcji partyjnych i rządowych. Göran Persson był faworytem do zostania jego następcą od listopada 1995, gdy po tzw. aferze Toblerone z działalności politycznej zrezygnowała Mona Sahlin. Göran Persson objął stanowisko przewodniczącego SAP, a 22 marca 1996 stanął na czele szwedzkiego rządu.
Urząd premiera utrzymywał także po wyborach parlamentarnych w 1998 i 2002. Jego gabinet miał charakter rządu mniejszościowego, wspieranego jednak przez zielonych i postkomunistów. Szwedzkim rządem kierował przez ponad 10 lat. Wybory w 2006 zakończyły się zwycięstwem centroprawicowej opozycji, 6 października 2006 nowym premierem stanął Fredrik Reinfeldt z Umiarkowanej Partii Koalicyjnej. Göran Persson w marcu 2007 ustąpił z kierowania partią, a miesiąc później złożył mandat deputowanego.
W latach 2008–2015 był prezesem zarządu Sveaskog, przedsiębiorstwa zarządzającego lasami państwowymi. Został również członkiem Europejskiej Rady ds. Tolerancji i Pojednania. W 2019 powołany na prezesa zarządu Swedbanku.